# Mermessus pinicola
Mermessus pinicola là một loài nhện trong họ Linyphiidae.
Loài này thuộc chi Mermessus. Mermessus pinicola được Alfred Frank Millidge miêu tả năm 1987.